# باول كوفي
باول كوفي (بالإنجليزية: Paul Coffee)‏ هو لاعب كرة قدم أمريكي، ولد في 12 نوفمبر 1956 في سانتا كلارا في الولايات المتحدة. لعب مع تلسا رافنكس وشيكاغو ستينغ.